# Siegfried II. Bock
Siegfried Bock, auch Sifridus (Cifrid, Syuert) de Buck (van Boek, Buk), Buche oder Buch  (* in Stolp; † 15. Mai 1446 in Cammin) war ein deutscher römisch-katholischer Theologe, Kanzler des Königs Erich I. von Dänemark, Norwegen und Schweden und als Siegfried II. Bischof von Cammin.

## Leben
Siegfried wurde in Stolp geboren. Er stammte aus der ursprünglich in der Altmark, seit dem 14. Jahrhundert in der Uckermark und in Pommern ansässigen adligen Familie Buch (auch Bock, Buche, Buk). Eine Verwandtschaft mit dem von 1398 bis 1410 regierenden Camminer Bischof Nikolaus Bock von Schippenbeil ist nicht anzunehmen, zumal für diesen der Familienname „Bock“ nicht in zeitgenössischen Quellen belegt ist.
Siegfried war Archidiakon von Pyritz und um 1420 Generalvikar des Bistums Cammin unter dem Bischof Magnus von Sachsen-Lauenburg. König Erich I. von Dänemark, Norwegen und Schweden aus dem Greifenhaus machte ihn zu seinem Kanzler. Auf dessen Vorschlag wählte ihn das Camminer Domkapitel 1424 zum Bischof. Durch Papst Martin V. wurde er am 10. Mai 1424 providiert. Zur Unterscheidung von Bischof Siegfried I., der von 1186 bis 1191 amtierte, wird er in der Liste der Bischöfe von Cammin gemeinhin als Siegfried II. bezeichnet.
Bald kam es zum Wiederaufleben des Streits, der nach der Amtszeit Bogislaws VIII. als Administrator des Camminer Stifts (1386–1392) zwischen diesem und dem Camminer Bistum ausgebrochen und von Bogislaws Witwe, Herzogin Sophie, und deren Sohn Bogislaw IX. fortgesetzt worden war. Vordergründig ging es dabei um Ländereien, Schlösser und Nutzungsrechte des Stiftsgebietes, der eigentliche Streitpunkt war aber das Abhängigkeitsverhältnis des Bistums von der Landesherrschaft. Die Streitigkeiten wurden 1436 mit einem Vertrag beendet, in dem unter anderem die ausdrückliche Zustimmung des pommerschen Herzogs bei der Wahl eines neuen Bischofs vereinbart wurde. Mit der Bestätigung der Schirmherrschaft der Pommernherzöge über das Bistum Cammin wurde die 1417 durch König Sigismund anerkannte Reichsunmittelbarkeit des Bistums aufgegeben. Am 10. Juni 1435 wurde er dem Konzil von Basel prokuratorisch inkorporiert und stellte sich damit offen auf die Seite der Konzilspartei. Dem schlossen sich später auch die pommerschen Herzöge an. Die Absicht selber zum Konzil zu reisen, wie sie im Zusammenhang mit der Verpfändung von Büchern des Camminer Domkapitels an Stettiner und Camminer Domherren verschiedentlich angeführt wird, bestand jedoch nicht.
Die finanzielle Lage des Bistums während seiner Amtszeit veranlasste ihn wiederholt Kredite aufzunehmen. Besonders der Stadt Kolberg verpfändete er dafür verschiedene Hebungen, Pachten und andere Einnahmequellen. Als er 1442 Ansprüche auf die Kolberger Saline und den Hafen erhob, kam es zum offenen Konflikt mit der Stadt. Im Bündnis mit dem Herzog Bogislaw IX. wurde Kolberg belagert. Diese wehrte jedoch alle Angriffe ab. Die Konflikte zwischen Bistum und Stadt wurden in der Amtszeit seines Nachfolgers Henning Iven bis 1468 fortgesetzt.
Siegfried II. ließ im Jahr 1440 eine Synode durchführen. Dabei untersagte er verschiedene weltliche Vergnügungen und lasterhafte Ausschweifungen, ebenso die um sich greifende Erbschleicherei von Geistlichen am Sterbebett Dahinscheidender. Bei Zuwiderhandlung drohte er Geldstrafen an. Außerdem wurde das gottesdienstliche Leben geregelt, indem die Zahl der zu lesenden Messen für den einzelnen Priester festgelegt wurde.